# Léontine Beaugrand
 (novembre 2024).
Si vous disposez d'ouvrages ou d'articles de référence ou si vous connaissez des sites web de qualité traitant du thème abordé ici, merci de compléter l'article en donnant les références utiles à sa vérifiabilité et en les liant à la section « Notes et références ».
Léontine Beaugrand est une danseuse étoile de l'Opéra de Paris, née à Paris le 26 avril 1842 et morte dans le 17e arrondissement de Paris le 27 mai 1925.

## Biographie
Léontine Beaugrand est la fille de Michel Beaugrand et de Célestine Deforet.
Elle est présentée à l'Académie impériale de danse de l’Opéra de Paris en 1850 grâce à un tambour de la garde nationale qui « a son fils dans la danse ». Elle est la fille de petits commerçants de La Villette. Elle a été l’élève de Madame Dominique (Caroline Lassiat, mariée au violoniste Dominique Venettozza, 1820-1885) et a fait toute sa carrière à l’Opéra de Paris.
Après trois ans de formation au conservatoire de la danse de la rue Richer, elle n'est pas encore montée sur la scène. Elle est appelée à l'opéra Le Peletier pour jouer deux personnages dans le ballet Jovita ou Les Boucaniers de Théodore Labarre en costume d'esclave au premier tableau et de page au second. Elle apparaît ensuite dans le ballet La Fonti, musique de Théodore Labarre, chorégraphié par Joseph Mazilier. Dans ce ballet, elle doit tomber. Dans le ballet Les Elfes, elle est suspendue à un fil. Dans le ballet de Guillaume Tell elle apparaît sur un pont parmi la foule. Dans le baller Le Corsaire, elle danse une esclave. Elle est massacrée au 5e acte des Huguenots, au 4e acte des Vêpres siciliennes et au 3e acte du Prophète.
Le 1er janvier 1857, elle signe son engagement comme danseuse avec l'administration de l'Opéra de Paris avec des appointements de 300 francs. Dans ses débuts comme danseuse à l'opéra, elle ne danse que dans le quadrille, dans Marco Spada, Le Cheval de bronze, en 1857, La magicienne, Sacountala, en 1858, Herculanum, en 1859, Pierre de Médicis, en 1860.
Elle passe un examen pour être coryphée où elle est finalement reçue 6e coryphée. Elle danse un pas de minivienne dans le ballet pantomime Sémiramis. Le critique Paul de Saint-Victor écrit : « on a applaudi dans le ballet les pétulantes gargouillades d'une petite danseuse Melle Beaugrand, qui a le diable aux pieds et au corps ». Les critiques Gustave Bertrand et Albéric Second sont aussi admiratifs. Malgré ces critiques, elle n'arrive à danser que pour des remplacements. Le 26 novembre 1860, l'Opéra de Paris donne le Le Papillon chorégraphié par Marie Taglioni sur une musique de Jacques Offenbach où elle danse un pas de trois avec Louise Fiocre (1843-1909) et Baratte. Elle est de nouveau remarquée par le critique Gustave Bertrand après avoir dansé la Tyrolienne dans Guillaume Tell avec Zina Mérante et le danseur Chapuy (Alfred-Antoine Chopis) et en fait une rivale d'Emma Livry. 
Elle se révèle une étoile dans le ballet Coppélia. Elle danse ensuite dans Le Marché des innocents, ballet-pantomime en un acte, Graziosa, ballet-pantomime en un acte, musique de Théodore Labarre, chorégraphie de Lucien Petipa. Elle continue à faire des remplacements pour les débuts, en 1863, de la danseuse Mourawieff dans Giselle, puis Diavolina.
Arthur Saint-Léon ayant conçu des pas nécessitant une véritable danseuse, on fait appelle à elle alors que son contrat était terminé. Émile Perrin, directeur de l'Opéra de Paris depuis 1862, la réengage. La danseuse Mourawieff étant en congé, Léontine Beaugrand apprend le rôle principal du ballet Diavolina avec Madame  Dominique. Il est remis à l'affiche le 27 novembre 1864 où elle est remarquée par Théophile Gautier et Théodore de Banville. Elle danse ensuite le ballet Roland à Roncevaux d'Auguste Mermet, L'Africaine de Giacomo Meyerbeer, Le Roi d'Yvetot sur une chorégraphie de Lucien Petipa. Elle brille dans une reprise de La Muette de Portici, de Guillaume Tell, de La Juive. En 1866, dans la reprise de Don Juan de Mozart, elle danse un divertissement d'Arthur Saint-Léon. 
Le 12 novembre 1866, la danseuse italienne Guglielmina Salvioni débute dans La Source d'Arthur Saint-Léon et Charles Nuitter, une musique de Léon Minkus et Léo Delibes. Léontine Beaugrand se fait remarquer en ne dansant qu'un seul pas. Cependant l'opéra engage Adèle Grantzow pour une reprise du Corsaire et Coppélia. Adèle Grantzow étant obligée de regagner la Russie, elle est remplacée par Giuseppina Bozzacchi pour tenir le rôle de Swanhilda dans le ballet Coppélia dont la première a lieu le 25 mai 1870. Malgré son chagrin, Léontine Beaugrand a dansé le Freischütz et l’Invitation à la danse orchestré par Hector Berlioz le même soir.
Pendant le siège de Paris, elle a organisé des groupes pour collecter de la nourriture et a travaillé dans l'hôpital pour soldats se trouvant dans le soubassement de la Comédie Française. Après la Commune de Paris, l'opéra affiche le 12 juillet 1871 le reprise de La Muette. Léontine Beaugrand reprend le ballet Coppélia dans le rôle titre le 16 octobre 1871 avec Eugénie Fiocre reprenant le rôle de Franz. En 1877 elle danse le ballet Le Fandango de Louis-Alexandre Mérante.
L'opéra Le Peletier brûle dans la nuit du 28 au 29 octobre 1873. L'opéra s'installe à la salle Ventadour du 19 janvier au 30 décembre 1874. Elle y danse les divertissements d'opéra.
L'Opéra Garnier est inauguré le 5 janvier 1875. Elle a continué à faire les remplacements. Léo Delibes écrit le ballet Sylvia ou la Nymphe de Diane pour la danseuse italienne Rita Sangalli. On ne propose à Léontine Beaugrand de reprendre le ballet Le Fandango.
Léontine Beaugrand danse une dernière fois le ballet La fête du printemps, du 4e acte de l'opéra Hamlet, le 21 avril 1880. Elle épouse  Abraham Dreyfus le 9 mars 1887.
Le poète Sully Prudhomme lui a dédié un poème.
Léontine Beaugrand est inhumée le 29 mai 1925 dans le cimetière de Montmartre (division 26).